# Paolo Vella
Paolo Vella (Caltagirone, 25 aprile 1950) è un funzionario e politico italiano.

## Biografia
Viene eletto, esclusivamente grazie all'appoggio autoritario di Silvio Berlusconi e non voluto da Forza Italia Sardegna, alla Camera dei deputati per la prima volta nella XVI Legislatura. La candidatura in Sardegna è dovuta al fatto che Vella risiede e lavora ad Alghero.
In precedenza è stato Direttore dell'ufficio per la tutela del paesaggio della regione Sardegna. La destituzione da tale incarico ha creato una querelle tra Vella e l'allora presidente della regione Renato Soru.
Con il 99,76% delle presenze nelle votazioni elettroniche, è risultato il quarto deputato più presente alla Camera.
Il 16 novembre 2013, con la sospensione delle attività del Popolo della Libertà, aderisce a Forza Italia.